# Ludovico Mazzolino

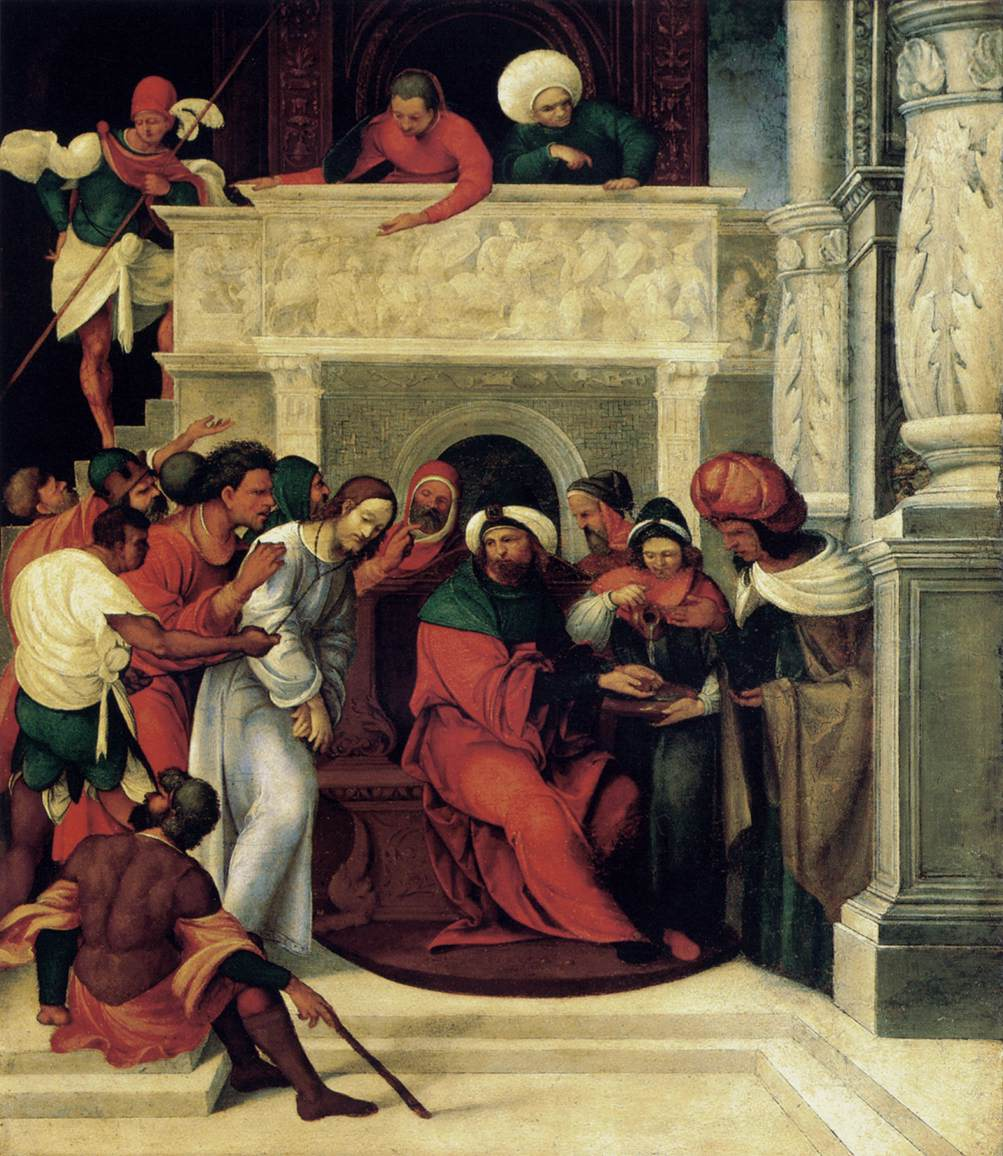
Cristo davanti a Pilato (1525 circa), Budapest

Ludovico Mazzolino (Ferrara, 1480 circa – Ferrara, 1528) è stato un pittore italiano, attivo nella zona di Ferrara.

## Biografia

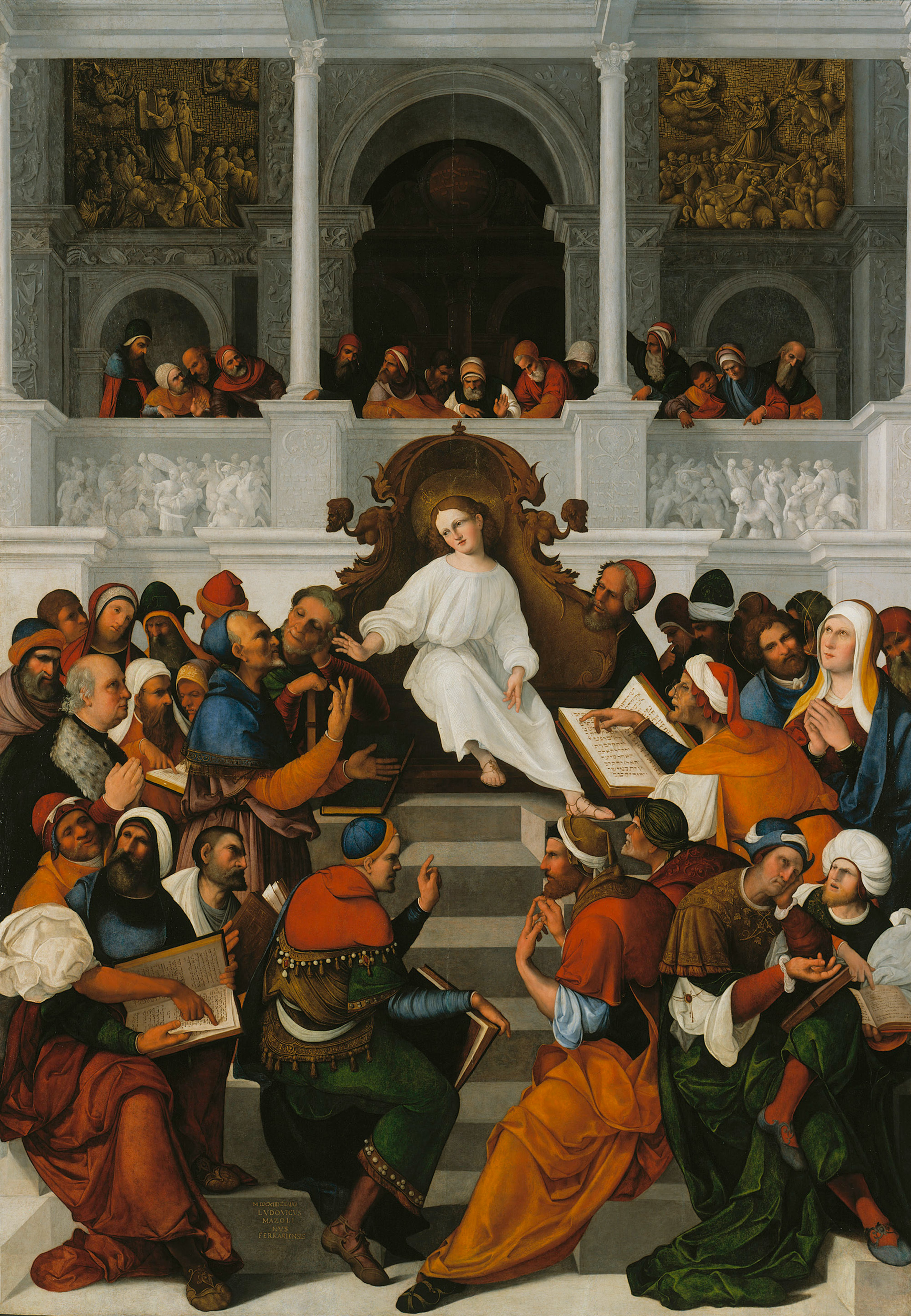
Disputa di Gesù nel tempio, Berlino, Gemäldegalerie

Ludovico Mazzolino fu un pittore attivo a Ferrara e a Bologna. Nacque e morì a Ferrara e probabilmente studiò presso Lorenzo Costa, perfezionandosi da Dosso Dossi e Cosmè Tura.
Non esistono prove di un suo possibile soggiorno a Roma anche se in alcuni dipinti riprende bassorilievi antichi.
La maggior parte dei suoi lavori furono commissionati dal duca di Ferrara Ercole I d'Este. Mazzolino subì l'influsso del Garofalo e del Boccaccino. 
Nella città estense si conserva presso la pinacoteca La Natività con i Santi Bernardo e Alberico. La pala, considerata tra le prime opere del pittore, proviene dalla chiesa cistercense di San Bartolomeo e fu realizzata tra il 1505 e il 1510.
L'artista è conosciuto per i suoi dipinti devozionali, in prevalenza destinati al collezionismo privato, dove presenta uno stile un po' regressivo o primitivo, in confronto alle moderne classicità allora emergenti.
Per esempio la sua Adorazione dei Magi degli Uffizi è turbolenta e affollata. Vi è anche una sua Madonna col Bambino e santi, agli Uffizi, in cui madre e figlio si trovano raffigurati di fronte, davanti ad un portale manierista. Le altre sue opere agli Uffizi sono La Circoncisione e la Strage degli innocenti.
Ulteriori influenze del Mazzolino deriverebbero da Raffaello, attraverso la visione dei suoi capolavori, e anche da importanti artisti del Nord Europa.

## Opere
- Adorazione dei Magi, 1500-1502 circa, Avignone, Musée du Petit Palais, (in deposito da Parigi, Museo del Louvre)
- Pietà, 1501-1503, olio su tavola, 31x23 cm, Venezia, Fondazione Giorgio Cini
- Natività, 1504-1510 circa, olio su tavola, 39,4x34,3 cm, Londra, National Gallery
- Natività di Cristo, 1506-1507 circa, olio su tavola, 40x50 cm, Roma, Galleria Borghese
- Natività, 1510-1511, olio su tavola, 36x48,8 cm, Parma, Museo Fondazione Cariparma
- Adorazione dei magi con i santi Bernardo e Alberico nel paesaggio, 1512, olio su tavola, 57x61 cm, Mamiano, Fondazione Magnani-Rocca
- Sacra Famiglia con San Nicola da Tolentino, 1515-1530 circa, olio su tavola, 80,6x62,2 cm, Londra, National Gallery
- Sacra Famiglia con Padre Eterno, 1516 circa, olio su tavola, 63x49 cm, Monaco di Baviera, Alte Pinakothek
- Circoncisione, 1520 circa, olio su tavola, 31x33 cm, Venezia, Fondazione Giorgio Cini
- Adorazione dei pastori, 1520-1524, olio su tavola, 79,5x60,5 cm, Firenze, Galleria degli Uffizi
- Disputa di Gesù con i dottori del Tempio[4][5], 1520-1525 circa, olio su tavola, 31x22 cm, Londra, National Gallery
- Sacra Famiglia con San Francesco, 1520-1529 circa, olio su tavola, 53x39,4 cm, Londra, National Gallery
- Passaggio sul Mar Rosso, 1521, olio su tavola, 125x157 cm, Dublino, Galleria nazionale d'Irlanda
- Adorazione dei Magi, 1522, olio su tavola, 35x26 cm, collezione privata
- Incredulità di Tommaso, 1522, olio su tavola, 38x29 cm, Roma, Galleria Borghese
- Cristo e l'adultera, 1522 circa, olio su tavola, 46x30,8 cm, Londra, National Gallery
- Adorazione dei Magi, 1522 circa, olio su tavola, 40x30 cm, Roma, Galleria Borghese
- Madonna col Bambino e santi, 1522-1523, olio su tavola, 29,5x22,8 cm, Firenze, Galleria degli Uffizi
- Guerrieri, 1522-1526 circa, frammento, olio su tavola, 24,8x25,4 cm, Hampton Court, Royal Collection
- Circoncisione, 1522-1525 circa, olio su tavola, 40x29 cm, Firenze, Galleria degli Uffizi
- Strage degli Innocenti, 1522-1525 circa (?), olio su tavola, 39x59 cm, Firenze, Galleria degli Uffizi (attribuito)
- Adorazione dei pastori, 1524 circa, olio su tavola, 30x42 cm, Pinacoteca Nazionale di Bologna
- Pilato mostra Gesù al popolo, 1524-1525 circa, olio su tavola, Chantilly, Musée Conde
- Cristo davanti a Pilato, 1525 circa, olio su tavola, 45x39 cm, Budapest, Museo di belle arti
- Cristo e la samaritana al pozzo, 1525 circa, olio su tavola, 65,5x45,2 cm, Vienna, Kunsthistorisches Museum
- Circoncisione di Cristo, 1526 circa, olio su tavola, 78,5x56,5 cm, Vienna, Kunsthistorisches Museum
- Adorazione del Bambino con San Giovannino, 1526, Cento, Collezione Grimaldi Fava
- Cristo e l'adultera, 1527 circa, olio su tavola, 29x19 cm, Roma, Galleria Borghese
- Cristo lava i piedi ai discepoli, 1527 circa, olio su tavola, 49,4x53,5 cm, Filadelfia, Museum of Art
- Mosè e le Tavole della Legge, la maledizione del fico sterile e l'offerta della vedova, 1525-1528 circa, olio su tavola, Amsterdam, Rijksmuseum
- Strage degli Innocenti, 1528 circa, olio su tavola, 31x38 cm, Amsterdam, Rijksmuseum (in deposito dall'Aia, Mauritshuis)
- Pilato si lava le mani davanti al popolo, 1528 circa, olio su tavola, 54x42,5 cm, Cambridge, Fitzwilliam Museum